# Ptychadena submascareniensis
Ptychadena submascareniensis là một loài ếch trong họ Ptychadenidae.
Nó được tìm thấy ở Bờ Biển Ngà, Guinea, Liberia, và Sierra Leone.
Các môi trường sống tự nhiên của chúng là xavan ẩm, đồng cỏ nhiệt đới hoặc cận nhiệt đới vùng ngập nước hoặc lụt theo mùa, đồng cỏ nhiệt đới hoặc cận nhiệt đới vùng đất cao, và đầm nước ngọt có nước theo mùa. Loài này đang bị đe dọa do mất môi trường sống.